# Bread Cast Upon the Waters
Bread Cast Upon the Waters è un cortometraggio muto del 1913 diretto da Thomas H. Ince. Fu uno dei primi film interpretati da William Desmond Taylor.

## Trama
Durante la guerra di secessione, Blake, un capitano dell'esercito dell'Unione è incaricato di andare in cerca di provviste. A casa del colonnello Hamilton, un ufficiale confederato partito per il fronte, i soldati requisiscono dei polli ma, quando vogliono portarsi via il cavallo del piccolo James, devono ingaggiare una lotta con il vecchio servo negro che cerca di opporsi. L'arrivo di Blake sulla scena impedisce che il vecchio venga ulteriormente battuto. James, disperato, piange e implora per il suo cavallino, riuscendo a intenerire il giovane capitano che, alla fine, gli permette di tenersi l'animale. Edna, la sorella di James, sorprende da solo il capitano vicino al pozzo: furiosa contro i nordisti, la ragazza gli punta contro una pistola. Blake, divertito per la piccola arma, si inchina e le dice: "Nel Nord, gli uomini sono dei gentiluomini e le donne delle signore". Dopo aver saputo di come il capitano ha salvato l'amato cavallo del fratello, Edna è colpita dal comportamento di Blake.
Qualche tempo dopo, le forze dell'Unione si trovano in una situazione difficile e Blake deve portare un dispaccio per chiedere rinforzi. Ferito e inseguito dai confederati, trova riparo proprio nella casa degli Hamilton dove Edna e James lo nascondono nelle baracche degli schiavi, dopo avergli dipinto la faccia e le mani di nero. Agli inseguitori, la vecchia domestica degli Hamilton dichiara che quello è suo figlio che è stato ferito proprio dall'uomo che i soldati ricercano. Sentendo i colpi di cannone della battaglia che si sta svolgendo lì fuori, Blake - impossibilitato a proseguire la sua missione - riesce a convincere James a portare il messaggio oltre le linee nemiche. Dopo un primo rifiuto, il ragazzo alla fine accetta e, a cavallo, porta a termine la missione di Blake. I confederati sono in rotta e il colonnello Hamilton, per salvarsi dalla cattura, si rifugia tra le baracche degli schiavi dove trova, sbalordito, sua figlia con un nordista. Mette subito mano alla pistola, ma Edna riesce a spiegargli la situazione. Intanto, arrivano i soldati unionisti che lo inseguono: nascosto il colonnello, Blake assicura i suoi che lì dentro non c'è nessuno. Alla fine della guerra, Blake si presenta a casa Hamilton, dove viene accolto con gioia da Edna.

## Produzione
Il film fu prodotto dalla Broncho Film Company. Su Silent Era viene riportata come casa di produzione la New York Motion Picture Company.

## Distribuzione
Distribuito dalla Mutual, il film - un cortometraggio in due bobine - uscì nelle sale statunitensi il 30 aprile 1913.